# 929 v.Chr.
Het jaar 929 v.Chr. is een jaartal volgens de christelijke jaartelling.

## Gebeurtenissen

### Israël
- In Juda regeert Rechabeam en in Israël koning Jerobeam.
- De Israëlieten eisen de afschaffing van de dwangarbeid en belastingverlaging in Kanaän.